# Saison 2019-2020 du Football Club de Grenoble rugby
Cette page présente la saison 2019-2020 du Football club de Grenoble rugby en Pro D2.

## La saison

### Récit de la saison sportive
La saison est marquée par une suspension du championnat à partir du 13 mars après le début de la propagation de la pandémie de Covid-19 en France. Le 30 avril, la LNR propose l'arrêt définitif du championnat, après une réunion extraordinaire organisée la veille avec tous les membres du bureau exécutif et les présidents de clubs. Par conséquent, le titre national n'est pas attribué et aucune promotion, ni relégation n'est promulguée, à l'issue de cette édition ; la décision est définitivement approuvée par le comité directeur de la LNR le 2 juin.

### Staff sportif 2019-2020
| Nom                 | Poste                                                 | Nationalité sportive |
| ------------------- | ----------------------------------------------------- | -------------------- |
| Stéphane Glas       | Entraîneur en chef                                    | France               |
| Sylvain Bégon       | Entraîneur touches et mouvement général               | France               |
| Cyril Villain       | Entraîneur de la défense                              | France               |
| Jérôme Vernay       | Entraîneur skills et directeur du centre de formation | France               |
| Jean-Noël Perrin    | Entraîneur de la mêlée                                | France               |
| Fabien Gengenbacher | Entraîneur du jeu au pied                             | France               |

## Effectif 2019-2020
| Nom                   | Poste                  | Naissance         | Nationalité sportive | Sélections (points marqués) | Dernier club                     | Arrivée au club (année) |
| --------------------- | ---------------------- | ----------------- | -------------------- | --------------------------- | -------------------------------- | ----------------------- |
| Anthony Alvès         | Pilier                 | 23 juin 1989      | Portugal             |                             | Stade Aurillacois                | 2019                    |
| Halani Aulika         | Pilier                 | 31 août 1983      | Tonga                |                             | Sale Sharks                      | 2018                    |
| Eli Eglaine           | Pilier                 | 15 septembre 2000 | France               | -                           | Formé au club                    | 2019                    |
| Nika Gvaladze         | Pilier                 | 2 février 1999    | Géorgie              | -                           | Formé au club                    | 2019                    |
| Dylan Jacquot         | Pilier                 | 6 février 1995    | France               | -                           | Formé au club                    | 2014                    |
| JC Janse van Rensburg | Pilier                 | 9 janvier 1986    | Afrique du Sud       | -                           | Stormers                         | 2018                    |
| Davit Kubriashvili    | Pilier                 | 3 décembre 1986   | Géorgie              |                             | Montpellier HR                   | 2018                    |
| Régis Montagne        | Pilier                 | 30 septembre 2000 | France               | -                           | Formé au club                    | 2010                    |
| Jérôme Rey            | Pilier                 | 19 mai 1995       | France               | -                           | SO Chambery                      | 2019                    |
| Michaël Simutoga      | Pilier                 | 26 septembre 1996 | France               | -                           | ASM Clermont                     | 2019                    |
| Laurent Bouchet       | Talonneur              | 23 août 1988      | France               | -                           | Formé au club Section paloise    | 2019                    |
| Étienne Fourcade      | Talonneur              | 11 avril 1997     | France               | -                           | Formé au club                    | 2016                    |
| Lilian Rossi          | Talonneur              | 1er mai 1998      | France               | -                           | Formé au club                    | 2018                    |
| Mathis Saragallet     | Talonneur              | 6 juillet 2000    | France               | -                           | Formé au club                    | 2019                    |
| Mickaël Capelli       | Deuxième ligne         | 18 mars 1997      | France               | -                           | Formé au club                    | 2015                    |
| William Demotte       | Deuxième ligne         | 22 mai 1991       | France               |                             | Stade rochelais                  | 2019                    |
| Leva Fifita           | Deuxième ligne         | 29 juillet 1989   | Tonga                |                             | Waikato                          | 2017                    |
| Pierre Gayraud        | Deuxième ligne         | 27 avril 1992     | France               | -                           | Stade toulousain                 | 2019                    |
| Andreï Ostreïkov      | Deuxième ligne         | 2 juillet 1987    | Russie               |                             | Sale Sharks                      | 2019                    |
| Fabien Alexandre      | Troisième ligne aile   | 14 mai 1985       | France               | -                           | Formé au club Biarritz olympique | 2011                    |
| Clément Ancely        | Troisième ligne aile   | 6 mars 1993       | France               | -                           | RC Massy                         | 2018                    |
| Antonin Berruyer      | Troisième ligne aile   | 8 septembre 1998  | France               | -                           | Formé au club                    | 2017                    |
| Steeve Blanc-Mappaz   | Troisième ligne aile   | 12 juillet 1990   | France               | -                           | RC Vannes                        | 2018                    |
| Thibaut Martel        | Troisième ligne aile   | 15 août 1998      | France               | -                           | Formé au club                    | 2019                    |
| Steven Setephano      | Troisième ligne aile   | 15 avril 1984     | Îles Cook            |                             | NTT Docomo Red Hurricanes        | 2015                    |
| Deon Fourie           | Troisième ligne centre | 25 septembre 1986 | Afrique du Sud       | -                           | Lyon OU                          | 2019                    |
| Taiasina Tuifu'a      | Troisième ligne centre | 20 août 1984      | Samoa                |                             | Lyon OU                          | 2018                    |
| Edgar Tuinukuafe      | Troisième ligne centre | 7 octobre 1993    | Tonga                | -                           | US Carcassonne                   | 2017                    |
| Éric Escande          | Demi de mêlée          | 18 novembre 1992  | France               | -                           | RC Toulon                        | 2019                    |
| Théo Nanette          | Demi de mêlée          | 12 janvier 1993   | France               | -                           | Stade aurillacois                | 2018                    |
| Lilian Saseras        | Demi de mêlée          | 27 juin 1994      | France               | -                           | Formé au club                    | 2013                    |
| Jérémy Valençot       | Demi de mêlée          | 28 février 1997   | France               | -                           | Formé au club                    | 2016                    |
| Corentin Glenat       | Demi d'ouverture       | 26 août 1999      | France               | -                           | Formé au club                    | 2018                    |
| Franck Pourteau       | Demi d'ouverture       | 1er avril 1996    | France               | -                           | Racing 92                        | 2018                    |
| Enzo Selponi          | Demi d'ouverture       | 16 juin 1993      | France               | -                           | USA Perpignan                    | 2019                    |
| Romain Fusier         | Centre                 | 27 janvier 2000   | France               | -                           | Formé au club                    | 2019                    |
| Junior Rasolea (en)   | Centre                 | 29 avril 1991     | Australie            | -                           | Edinburgh Rugby                  | 2018                    |
| Alaska Taufa          | Centre                 | 27 mars 1983      | Tonga                |                             | US Oyonnax                       | 2017                    |
| Taleta Tupuola        | Centre                 | 9 juillet 1989    | Nouvelle-Zélande     | -                           | US Montauban                     | 2018                    |
| Pablo Uberti          | Centre                 | 19 octobre 1997   | France               | -                           | Union Bordeaux Bègles            | 2018                    |
| Lucas Dupont          | Ailier                 | 19 mars 1990      | France               | -                           | Formé au club Montpellier HR     | 2015                    |
| Bastien Guillemin     | Ailier                 | 22 septembre 1997 | France               | -                           | Formé au club                    | 2016                    |
| Nathanaël Hulleu      | Ailier                 | 16 mai 2000       | France               | -                           | Formé au club                    | 2019                    |
| Daniel Kilioni        | Ailier                 | 22 février 1993   | Tonga                |                             | Formé au club US Carcassonne     | 2016                    |
| Raymond Rhule         | Ailier                 | 6 novembre 1992   | Afrique du Sud       |                             | Stormers                         | 2018                    |
| Ange Capuozzo         | Arrière                | 30 avril 1999     | Italie               | -                           | Formé au club                    | 2019                    |
| Gaëtan Germain        | Arrière                | 2 juillet 1990    | France               | -                           | CA Brive                         | 2018                    |

### Équipe-Type
1. JC Janse van Rensburg puis Dylan Jacquot ou Jérôme Rey  2. Étienne Fourcade  3. Davit Kubriashvili
4. Pierre Gayraud puis Leva Fifita  5. Mickaël Capelli
6. Fabien Alexandre ou Steeve Blanc-Mappaz ou Steven Setephano  8. Deon Fourie  7.  Clément Ancely 
9. Lilian Saseras puis Jérémy Valençot ou Théo Nanette puis Éric Escande 10. Enzo Selponi
11. Raymond Rhule  12. Alaska Taufa  13. Taleta Tupuola ou Pablo Uberti ou Junior Rasolea (en)  14. Bastien Guillemin ou Lucas Dupont
15. Gaëtan Germain ou Ange Capuozzo

## Calendrier et résultats
| - FC Grenoble - Colomiers rugby : 20 - 23 - US Carcassonne - FC Grenoble : 19 - 26 - Provence rugby - FC Grenoble : 17 - 26 - FC Grenoble - Stade aurillacois : 35 - 13 - Stade montois - FC Grenoble : 26 - 24 - FC Grenoble - Valence Romans DR : 49 - 8 - Soyaux Angoulême XV - FC Grenoble : 3 - 28 - FC Grenoble - USO Nevers : 46 - 21 - RC Vannes - FC Grenoble : 27 - 12 - FC Grenoble - AS Béziers : 25 - 18 - FC Grenoble - US Montauban : 28 - 9 - USA Perpignan - FC Grenoble : 20 - 13 - FC Grenoble - Rouen NR : 46 - 3 - Biarritz olympique - FC Grenoble : 33 - 7 - FC Grenoble - Oyonnax rugby : 28 - 13 | - Stade aurillacois - FC Grenoble : 14 - 19 - FC Grenoble - Soyaux Angoulême XV : 30 - 8 - AS Béziers - FC Grenoble : 16 - 25 - USO Nevers - FC Grenoble : 27 - 18 - FC Grenoble - USA Perpignan : 20- 10 - US Montauban - FC Grenoble : 21 - 13 - FC Grenoble- Biarritz olympique : 13 - 13 - Oyonnax rugby - FC Grenoble : 40 - 21 - FC Grenoble- US Carcassonne : N'a pas été joué - FC Grenoble - RC Vannes : N'a pas été joué - Valence Romans DR - FC Grenoble : N'a pas été joué - FC Grenoble - Provence rugby : N'a pas été joué - Rouen NR - FC Grenoble : N'a pas été joué - FC Grenoble - Stade montois : N'a pas été joué - Colomiers rugby - FC Grenoble : N'a pas été joué |

| Rang | Club                  | J  | V  | N | D  | Bo | Bd | Pm  | Pe  | Diff | Pts |
| ---- | --------------------- | -- | -- | - | -- | -- | -- | --- | --- | ---- | --- |
| 1    | Colomiers Rugby       | 23 | 17 | 0 | 6  | 5  | 4  | 573 | 381 | +192 | 77  |
| 2    | USA Perpignan (R)     | 23 | 16 | 0 | 7  | 8  | 4  | 671 | 426 | +245 | 76  |
| 3    | FC Grenoble (R)       | 23 | 14 | 1 | 8  | 7  | 2  | 572 | 399 | +173 | 67  |
| 4    | Oyonnax Rugby         | 23 | 14 | 0 | 9  | 5  | 6  | 589 | 414 | +175 | 67  |
| 5    | USO Nevers            | 22 | 14 | 0 | 8  | 4  | 0  | 520 | 475 | +45  | 60  |
| 6    | Biarritz olympique    | 23 | 12 | 1 | 10 | 4  | 5  | 513 | 451 | +62  | 59  |
| 7    | Soyaux Angoulême XV   | 22 | 11 | 2 | 9  | 3  | 4  | 430 | 449 | -19  | 55  |
| 8    | RC Vannes             | 23 | 12 | 0 | 11 | 3  | 3  | 460 | 485 | -25  | 54  |
| 9    | AS Béziers            | 23 | 12 | 0 | 11 | 3  | 3  | 450 | 453 | -3   | 54  |
| 11   | Stade montois         | 23 | 11 | 0 | 12 | 2  | 5  | 499 | 521 | -22  | 51  |
| 10   | US Carcassonne        | 22 | 11 | 1 | 10 | 1  | 2  | 469 | 544 | -75  | 49  |
| 12   | Provence Rugby        | 22 | 10 | 0 | 12 | 2  | 3  | 408 | 482 | -74  | 45  |
| 13   | US Montauban          | 22 | 8  | 1 | 13 | 1  | 6  | 446 | 528 | -82  | 41  |
| 14   | Stade aurillacois     | 23 | 7  | 0 | 16 | 2  | 8  | 429 | 545 | -116 | 38  |
| 15   | Rouen NR (P)          | 23 | 6  | 0 | 17 | 0  | 7  | 345 | 558 | -213 | 31  |
| 16   | Valence Romans DR (P) | 22 | 3  | 0 | 19 | 0  | 8  | 381 | 641 | -260 | 20  |

## Statistiques

### Championnat de France
Meilleurs réalisateurs
| Rang | Joueur | Poste | Points | Essais | Transf. | Pén. | Drops |
| ---- | ------ | ----- | ------ | ------ | ------- | ---- | ----- |
| 1    | -      | -     | -      | -      | -       | -    | -     |
| 2    | -      | -     | -      | -      | -       | -    | -     |
| 3    | -      | -     | -      | -      | -       | -    | -     |

Meilleurs marqueurs
| Rang | Joueur | Poste | Essais |
| ---- | ------ | ----- | ------ |
| 1    | -      | -     | -      |
| 2    | -      | -     | -      |
| 3    | -      | -     | -      |
| 4    | -      | -     | -      |
| 5    | -      | -     | -      |